# 永樂环礁

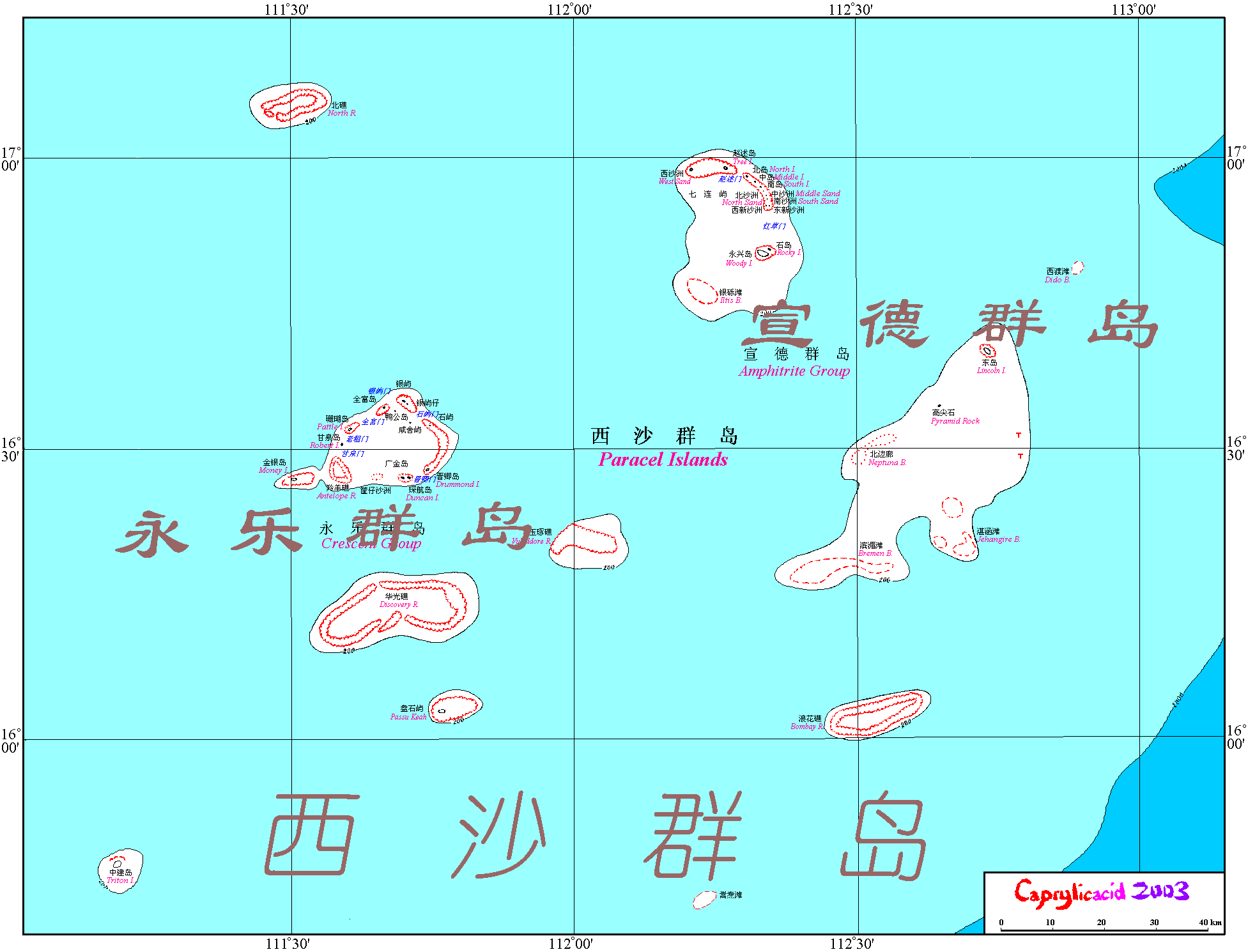
西沙群岛

永乐环礁位於西沙群島西側，拥有14个露出水面的岛屿或沙洲，其中陆地面积较大的有5个：甘泉島、珊瑚島、金銀島、琛航島、晉卿島，较小的还有廣金島、羚羊礁、全富岛、鸭公岛、银屿、银屿仔、咸舍屿、筐仔沙洲、石屿。它们是南海地区岛屿最密集的两个区域之一（另一个为七连屿），五个较大岛屿有着各自不同的历史和前景：
- 琛航島在永乐环礁中陆地面积最大，而且与其处在同一礁盘的廣金島也是9个较小岛洲中最大的，两者之间有人工陆地连接，而且圈出了一个大型港口，是目前设施最为完善的岛屿。
- 甘泉島、珊瑚島、金銀島三个岛屿在礁环西北侧，曾被南越占领，后被中华人民共和国奪回，其中珊瑚岛曾被南越占領多年，被南越当做西沙的“主岛”，即“黄沙县”的“黄沙岛”。
- 晉卿島所在礁盘面积最大，在中国海南省三沙市成立之际，确定将用作商业开发。

永乐环礁（英文：Crescent Group）与永乐群岛不是一个概念。除了永乐环礁，永乐群岛还包括中建岛（台礁）和盘石屿（环礁）两个岛屿和另外3个环礁。

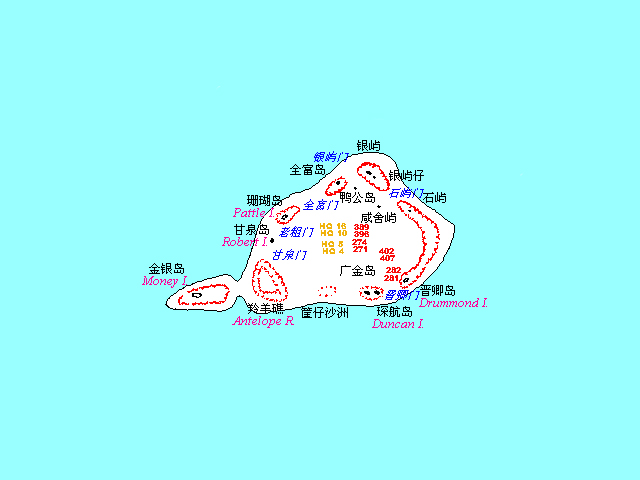
永乐环礁